# Валдай (Сегежский район)
Валда́й (карел. Uikujärvi) — посёлок в Сегежском районе Республики Карелия России. Административный центр Валдайского сельского поселения.

## Общие сведения
Расположен на юго-восточном берегу Выгозера, в 120 км по автодороге от города Сегежа.
Посёлок образован в начале 1930-х годов в связи со строительством Беломорско-Балтийского канала.
В посёлке работает лесничество, средняя школа, дом культуры, больница, предприятия лесозаготовки.
В 14 км от посёлка сохраняется братская могила красноармейцев, погибших в 1919 году, в боях Гражданской войны в России.

## Население
В 1989 году численность населения посёлка составляла 2120 чел.
| 2002 | 2009  | 2010 | 2013 |
| ---- | ----- | ---- | ---- |
| 1454 | ↘1281 | ↘999 | ↘907 |